# Donaufestival
ドナウフェスティバル（Donaufestival）は、毎年4月から5月にかけてオーストリアのニーダーエスターライヒ州で開催される音楽、パフォーマンス、アート、映画、ディスカッションの祭典である。当初、このフェスティバルはクレムス・アン・デア・ドナウとコルノイブルクの2都市で開催されていたが、2007年以降はクレムスのみで開催されている。
フェスティバルでは、アヴァンギャルド・ロック、パフォーマンスアート、ノイズ、エレクトロニカなどのアーティストが主に出演する。

## 主な出演アーティスト
以下に各年の代表的な出演アーティストを示す。
- 2005年: Chicks on Speed、Alec Empire、Foetus、Xiu Xiu、Prefuse 73、Sleater-Kinney など
- 2006年: Keiji Haino、Mouse on Mars、Mike Patton、Mogwai、Autechre、Battles など
- 2007年: Current 93、Sunn O)))、Matmos、Bonnie Prince Billy、Gang of Four、Throbbing Gristle など
- 2008年: Fischerspooner、The Go! Team、Melvins、Tortoise、Liars、Tim Hecker など
- 2009年: Sonic Youth、Aphex Twin、Antony and the Johnsons、Butthole Surfers、CocoRosie、Spiritualized など
- 2010年: Rufus Wainwright、Peaches、Wolf Parade、Panda Bear、Dinosaur Jr.、Dan Deacon など
- 2011年: John Cale、Ladytron、Death From Above 1979、Laurie Anderson、James Blake、Mount Kimbie など
- 2012年: CocoRosie、Squarepusher、Atlas Sound、Pantha du Prince、Hercules and Love Affair、Seefeel など
- 2013年: !!!（Chk Chk Chk）、How to Dress Well、Suuns、Simian Mobile Disco、Death Grips、Laurel Halo など
- 2014年: William Kentridge、Robert Henke、Jon Hopkins、Mouse on Mars、Tim Hecker、Body/Head など